# Капарисон

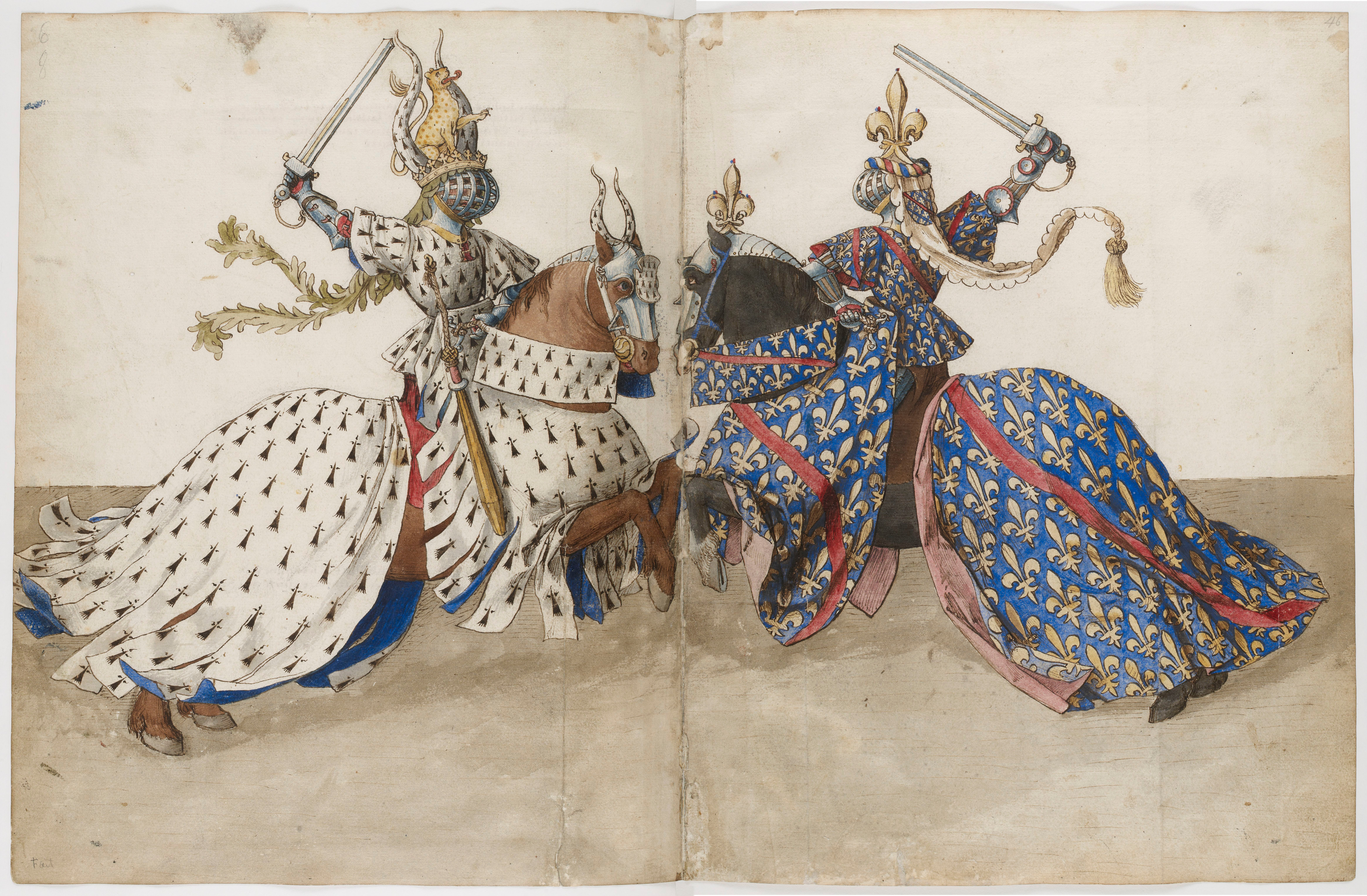
Герцоги Бретані (ліворуч) та Бурбону на конях у капарисонах під час турнірного бою (1460-ті роки), з «Турнірної книги» Бартелемі д'Ейка

Капарисон — це тканинне покриття, яке використовується для захисту та прикраси коней або інших тварин, найчастіше під час церемоній, парадів чи історичних реконструкцій. Капарисони часто розшиваються гербами, емблемами чи іншими символами, що робить їх важливим елементом у геральдиці. Термін походить від латинського caparo, що означає плащ, і має схожість із терміном трапер, який також позначає кінське покриття.

## Історичне використання

### Коні
Капарисони були широко поширені в історії, зокрема в контексті військових та церемоніальних подій:
- У біблійних текстах, зокрема в 2 Макавеях 3:25, згадується кінь у капарисоні як частина видіння, що зупинило напад на скарбницю храму в Єрусалимі.
- У Середньовіччі, починаючи з 12 століття під час Хрестових походів, капарисони використовувалися для захисту коней від стріл та як ознака статусу вершника.
- Збереглися ранні зображення капарисонів, наприклад, на фігурці лицаря з Карлтон-ін-Ліндрік, датованій кінцем 12 століття.
- У 1507 році на турнірі в Единбурзі кінь був прикрашений чорно-білим дамаським капарисоном, замаскованим під єдинорога.
- У 1591 році для коня Якова VI Шотландського виготовили червоний тафтовий капарисон для маскараду в замку Таллібардін.
- У 1630-х роках бархатні капарисони, підбиті бакрамом, використовувалися для королеви Генрієтти Марії та її дам.

### Слони

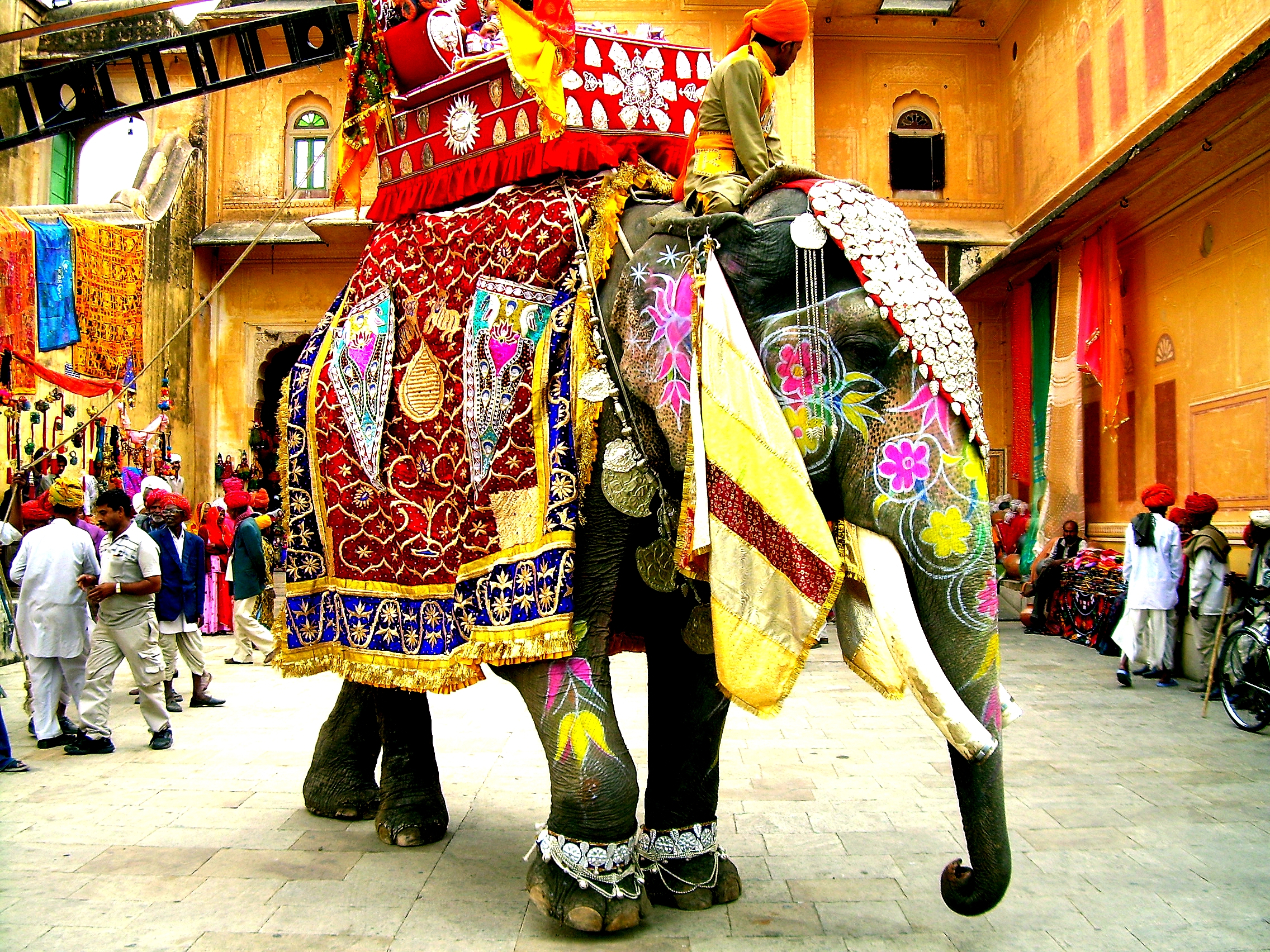
Прикрашений індійський слон несе ховду (паланкін) під час ярмарку в Джайпурі, Індія.

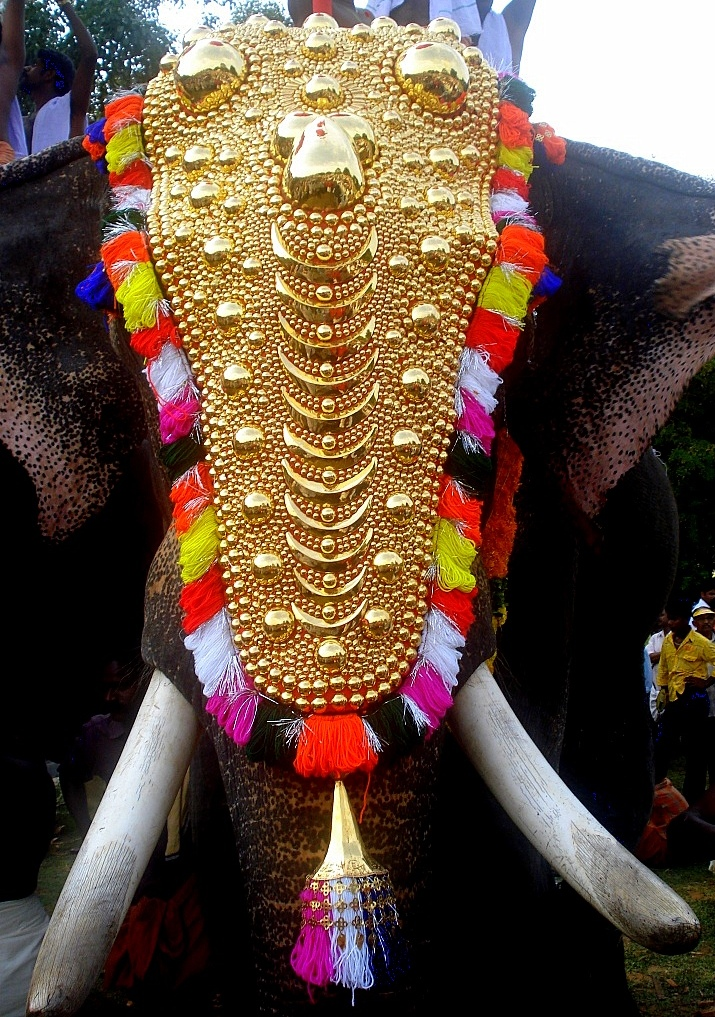
Nettipattam на слоні

У штаті Керала, Індія, слони носять золоте покриття голови, відоме як nettikattam, під час храмових фестивалів. Таке покриття вважається аналогом капарисону, хоча охоплює лише голову тварини.

## Значення в геральдиці
Капарисони відіграють важливу роль у геральдиці, оскільки вони часто прикрашаються гербами чи іншими символами, що вказують на належність до певного роду, міста чи організації. Вони є не лише функціональним елементом, але й способом демонстрації соціального статусу та ідентичності.

## Сучасне використання
Сьогодні капарисони використовуються переважно в історичних реконструкціях, парадах та кінематографі. Вони також залишаються частиною традицій у деяких регіонах, зокрема в Індії під час релігійних фестивалів.